# علیرضا نامور حقیقی
علیرضا نامور حقیقی شیرازی(متولد شیراز) تحلیل‌گر سیاسی و استاد تاریخ است.
او پیوسته با بی‌بی‌سی فارسی، دویچه‌وله، تلویزیون فارسی صدای آمریکا، رادیو زمانه و جنبش راه سبز همکاری می‌کند.او دارای دکترای علوم سیاسی از دانشگاه تهران است. وی سابقاً مشاور وزیر ارشاد دولت خاتمی بود و پس از اینکه در سال ۱۳۸۱ تحت پیگرد قرار گرفت، به کانادا رفت.
به گفته پونه قدوسی، خبرنگار ‎بی‌بی‌سی فارسی، نامور حقیقی کارمند بخش نظارت بر رسانه‌های خارجی وزارت ارشاد بود و خبرنگاران رسانه‌های خارجی باید به صورت هفتگی به او گزارش می‌دادند که به کجاها رفته‌اند و با چه کسانی مصاحبه کرده‌اند. 

## مواضع و دیدگاه‌ها
مواضع سیاسی ایشان دارای تمایلات کاملاً اصلاح‌طلبانه می‌باشد. نامور پژوهشگر و مدرس دانشگاه تورنتو در میسیساگا است.علیرضا نامور حقیقی، ادعای ترامپ و اسرائیل مبنی بر ساخت بمب هسته ای توسط ایران را رد می‌کند، با این حال او معتقد است که ایران نباید وارد صنعت هسته ای می‌شد، زیرا به گفته او صنعت هسته ای و در پی آن ساخت بمب هسته ای بازدارندگی ندارد و همچنین، پروژه هسته ای برای ایران هزینه و خسارات زیادی در پی داشتهعلیرضا نامور حقیقی معتقد است که اصلاحات، کم هزینه‌ترین و بی خطرترین مدل برای آینده ایران است و نباید در دام تغییر سیستم در ایران افتاد